# Skeppgöl
Skeppgöl är en sjö i Vimmerby kommun i Småland och ingår i Botorpsströmmens huvudavrinningsområde. Sjön har en area på 0,0969 kvadratkilometer och ligger 130,8 meter över havet. Skeppgöl ligger i Djursdalabygden Natura 2000-område.

## Delavrinningsområde
Skeppgöl ingår i det delavrinningsområde (640391-150917) som SMHI kallar för Utloppet av Solaren. Medelhöjden är 150 meter över havet och ytan är 50,66 kvadratkilometer. Det finns inga avrinningsområden uppströms utan avrinningsområdet är högsta punkten. Isnäsström (Yxeredsån) som avvattnar avrinningsområdet har biflödesordning 2, vilket innebär att vattnet flödar genom totalt 2 vattendrag innan det når havet efter 62 kilometer. Avrinningsområdet består mestadels av skog (77 procent). Avrinningsområdet har 3,92 kvadratkilometer vattenytor vilket ger det en sjöprocent på 7,7 procent.